# Prosciurillus murinus
Prosciurillus murinus — вид гризунів родини Sciuridae. Вона є ендеміком північно-східного та центрального Сулавесі, Індонезія, а також зустрічається на сусідніх островах, включаючи острів Сангір.

## Спосіб життя
Вид веде денний і переважно деревний спосіб життя, зустрічається переважно в нижньому листі та підліску, використовуючи гілки, ліани та повалені стовбури дерев для пересування. Ймовірно, він також шукає їжу у верхній частині дерев, і його спостерігали за гризінням стовбурів дерев. Він харчується переважно м'якими фруктами, насінням та комахами. Він не товариський, але його можна спостерігати за пошуком їжі з кількома представниками того ж виду.

## Характеристики
P. murinus досягає довжини голови та тіла приблизно від 10 до 15 сантиметрів. Хвіст має довжину приблизно від 5,5 до 12 сантиметрів, що робить її найменшим видом вивірки, що живе на Сулавесі. Спина та хвіст темно-коричневі, іноді на хвості є візерунок з охристих, піщаних та чорних плям. Нижня частина тіла сірувата. У цього виду немає пучків у вухах, потилиці та смуг на спині. Очі мають піщане кільце навколо очей. Порівняно з дуже схожою Prosciurillus abstrusus, вона дещо менша, а її вуха темніші.